# Église Saint-Pierre-aux-Liens de Payzac
L'église Saint-Pierre-aux-Liens est une église située en France sur la commune de Payzac, dans le département de l'Ardèche en région Auvergne-Rhône-Alpes.
Elle fait l'objet d'un classement au titre des monuments historiques depuis 1961.

## Localisation
L'église Saint-Pierre-aux-Liens est située dans la commune de Payzac, dans le département de l'Ardèche, en région Auvergne-Rhône-Alpes.
L'église se dresse sur un promontoire gréseux à l'extrémité du village, à proximité de la mairie. Cette position élevée lui conférait autrefois une visibilité depuis tous les hameaux de la paroisse, dont elle était le point focal, avant que la végétation ne devienne plus dense.
Le site de l'église permet de voir un panorama étendu sur le Bas-Vivarais, d'apercevoir les clochers de Joyeuse, Lablachère, Notre-Dame de Bon-Secours, ainsi que le Rocher de Sampzon,.

## Historique
L'église Saint-Pierre-aux-Liens est un édifice médiéval dont la première mention documentée remonte à 1175, dans le cartulaire de l'abbaye bénédictine Saint-Chaffre du Monastier.
Elle a été classée monument historique en 1961, en raison de son importance architecturale et historique.
L'église présente des éléments architecturaux de différentes époques. Les parties romanes datent du XIIe siècle, tandis que les ajouts gothiques ont été réalisés aux XVe et XVIe siècles.

Le clocher-mur, caractéristique de l'édifice, date également du XVe siècle.

## Description
L'église Saint-Pierre-aux-Liens est construite en pierres de taille en grès ocre, rose et gris, extraites d'une carrière locale. Ces pierres, taillées et disposées avec soin en moyen appareil, témoignent de la qualité du travail des bâtisseurs médiévaux. De nombreuses pierres portent encore les marques des tâcherons, visibles sur les murs extérieurs sud-ouest et de l'abside.
L'édifice est orienté selon la tradition des églises latines, avec le chevet tourné vers l'est et la façade vers l'ouest. Le toit est recouvert de lauzes, contribuant à la bonne conservation de l'église au fil des siècles.
L'intérieur de l'église abrite un retable, œuvre emblématique de l'art religieux en Cévenne ardéchoise, actuellement en cours de restauration.